# Brigada HVO Jure Francetić
Brigada Jure Francetić bila je brigada Hrvatskog vijeća obrane tijekom rata i poslijeraća u Bosni i Hercegovini. Sjedište je bilo u Zenici. Nosila je ime po ustaškom časniku Juri Francetiću. Osnovana je 15. prosinca 1992. godine. Brigada je bila pod nadležnošću ZP Vitez. Nakon izlaska iz Zenice travnja 1993. godine, brigada je preustrojena. Postrojba je smještena u vojarnu u Novom Travniku. Vojnici su preustrojem raspoređeni u brigadu Nikola Šubić Zrinski, Vitešku brigadu i brigadu Stjepan Tomašević gdje su imali ulogu jačanja borbenih zadaća. Postrojba je nosila ime Brigada "Jure Francetić", da bi poslije preustroja dobila ime "44. samostalna domobranska bojna "Jure Francetić"". Otmica zapovjednika brigade Živka Totića i ubojstvo četvorice hrvatskih vojnika u njegovoj pratnji Ivice Vidovića, Ante Zrnića, Marka Ljubića i Tihomira Ljubića koje je počinila ARBIH 15. travnja 1993. bio je uvod u rasplamsavanje bošnjačko-hrvatskog sukoba. Tada su ubili i jednog slučajnog prolaznika Bošnjaka koji je bio svjedok događaja, da se skriju svjedoci i tragovi. Totić je razmijenjen mjesec dana poslije za skupinu mudžahedina. Središnje spomen-obilježje poginulim pripadnicima HVO je u Crkvicama. U obrani domovine poginulo je 135 pripadnika, 200 je ranjenih, dvoje nestalih, a oko 500 je završilo u logorima. Zapovjednici su bili Zoran Čović, Željko Ljubanić i Živko Totić.

## Vanjske poveznice
- Znakovlje HVO  Arhivirana inačica izvorne stranice od 17. veljače 2020. (Wayback Machine)